# 谢经荣
谢经荣（1962年2月—），男，汉族，山东巨野人，中华人民共和国政治人物，中国民主同盟盟员。山东农学院毕业，北京农业大学土壤学专业硕士毕业。

## 生平
1985年7月，北京农业大学硕士毕业后任北京农业大学农业资源与遥感研究所助教。1988年8月起，历任北京农业大学土地资源管理系讲师、副教授、系主任。1997年1月，任中国人民大学工商管理学院副教授、教授、博士生导师。2000年10月，任北京市国土资源和房屋管理局副局长。2004年12月，任国家测绘局副局长。2007年11月，任全国工商联专职副主席，中国民间商会副会长。
2008年，当选第十一届全国人大财政经济委员会委员，全国工商联副主席。2013年，当选第十二届全国人民代表大会河南地区代表。2023年3月，当选为第十四届全国人民代表大会财政经济委员会副主任委员。